# Claudius Botvidi
Claudius Botvidi den yngre, född 1573 i Norrköping, Östergötland, död 1646 i Risinge församling, Östergötlands län, var en svensk präst.

## Biografi
Botvidi föddes 1573 i Norrköping. Han var son till stadsskrivaren Botvid Hansson och Ingrid Göransdotter. Botvidi blev 1595 student vid Uppsala universitet och han avlade magisterexamen utomlands 1600. Sistnämnda år blev han rektor vid Norrköpings trivialskola. Botvidi prästvigdes 1603 till domesticus eposcopi. Han blev 1607 kyrkoherde i Risinge församling och kontraktsprost i Bergslags kontrakt. Botvidi var riksdagsman vid Riksdagen 1610 och preses vid prästmötet 1620. Han avled 1646 i Risinge församling.

### Familj
Botvidi gifte sig första gången 1607 med Elisabeth Johansdotter. Hon var dotter till bokhållaren Johan Arvidsson på Vadstena slott. De fick tillsammans barnen kyrkoherde Botvidus Risingius i Hällestads församling, borgmästaren Georg Rising (1609–1657) i Nyköping och kamreren Johan Rising (1611–1649) över Pommern. Barnen antog efternamnet Rising.
Botvidi gifte sig andra gången med Christina Larsson. Hon var dotter till hovrättsassessorn i Jönköping. De fick tillsammans barnen kommissarien Johan Risingh (1615-1672), en dotter som var gift med kyrkoherden Benedictus Bruzœus i Risinge församling, studenten Olof Rising vid Linköpings trivialskola, studenten Clas Rising (född 1630) vid Uppsala universitet, rådmannen Johan Rising (född 1631) i Göteborg, Anna Rising (död 1677) som var gift med Måns Nilsson i Norrköping och rådmannen Johan Månsson Bröms i Norrköping,  Måns Rising (född 1635) och Elisabeth Rising (född 1639). Barnen antog efternamnet Rising.